# Žikica Jovanović Španac
Živorad "Žikica" Jovanović (cirílico serbio: Живорад „Жикица" Јовановић; Valjevo, 1914 - Radanovci, 1942) conocido como Španac (el español) fue un activista y partisano comunista yugoslavo. Participó como brigadista en la guerra civil española, y murió durante la Guerra de Liberación Yugoslava en un enfrentamiento contra fuerzas chetnik. La historiografía yugoslava lo considera el iniciador del levantamiento contra los nazis.

## Biografía

### Inicios
Živorad Jovanović nació en la ciudad de Valjevo, en el Reino de Serbia, en 1914. Procedente de una familia acomodada, se graduó de la escuela secundaria de Valjevo, para matricularse en la Facultad de Filosofía de la Universidad de Belgrado. Sin embargo, antes de terminar sus estudios, Žikica, como tantos otros idealistas de toda Europa, se alistó para ayudar a la II República a rechazar el golpe de Estado de 1936 que originó la guerra civil española. Combatió en España con las Brigadas Internacionales, convirtiéndose en un especialista en la guerra de guerrillas altamente respetado. Se incorporó al frente en 1937, participando junto a un grupo de estudiantes yugoslavos. Encabezó una unidad del batallón de voluntarios balcánicos en una serie de campañas como la Batalla del Ebro y Teruel, hasta la caída de Barcelona en 1939, que originó el colapso de la República.
Entre sus compatriotas y compañeros brigadistas, recibió el apodo de Španac (el español) por su permanencia en el frente con los españoles, con quienes había desarrollado una gran afinidad. Al finalizar la guerra, huyó por la frontera a Francia, siendo capturado por la Gestapo tras la Ocupación de Francia por la Alemania nazi en 1940. Consiguió escapar del campo de detención y, junto con un grupo de ex-brigadistas, consiguió retornar a Yugoslavia a través de Marsella e Italia.

### Segunda Guerra Mundial
En abril de 1941, tras la Invasión de Yugoslavia y Grecia por las potencias del Eje, de Yugoslavia y Grecia, Jovanović quiso alistarse en el Real Ejército Yugoslavo, pero fue rechazado bajo sospecha de actividades revolucionarias contra el rey Alejandro I y posteriormente contra el regente príncipe Pablo.
Se unió entonces al movimiento partisano dirigido por Josip Broz Tito, que inició la resistencia contra la ocupación fascista. El 7 de julio de 1941, el destacamento que comandaba mató a dos miembros de la Guardia del Estado de Serbia, que trataban de disolver una concentración de obreros en Bela Crkva. En ese momento, Jovanović pronunció ante la multitud un discurso exhortando a la clase proletaria de Yugoslavia a destruir el fascismo, pronunciando las palabras que se convirtieron en el grito de guerra del Partido Comunista de Yugoslavia: "¡Muerte al fascismo, libertad para el pueblo!". La historiografía comunista yugoslava considera la acción de Jovanović como el comienzo de la guerra antifascista en Yugoslavia.
En las semanas que siguieron al incidente, se produjo una rebelión masiva en la Serbia ocupada, hecho que fue conocido como el Ustanak (levantamiento), y que coincidió con la instrucción del Partido Comunista de Yugoslavia por parte de la Internacional Comunista para encender la rebelión en toda Europa tras la Invasión de la Unión Soviética por la Wehrmacht.

### Muerte

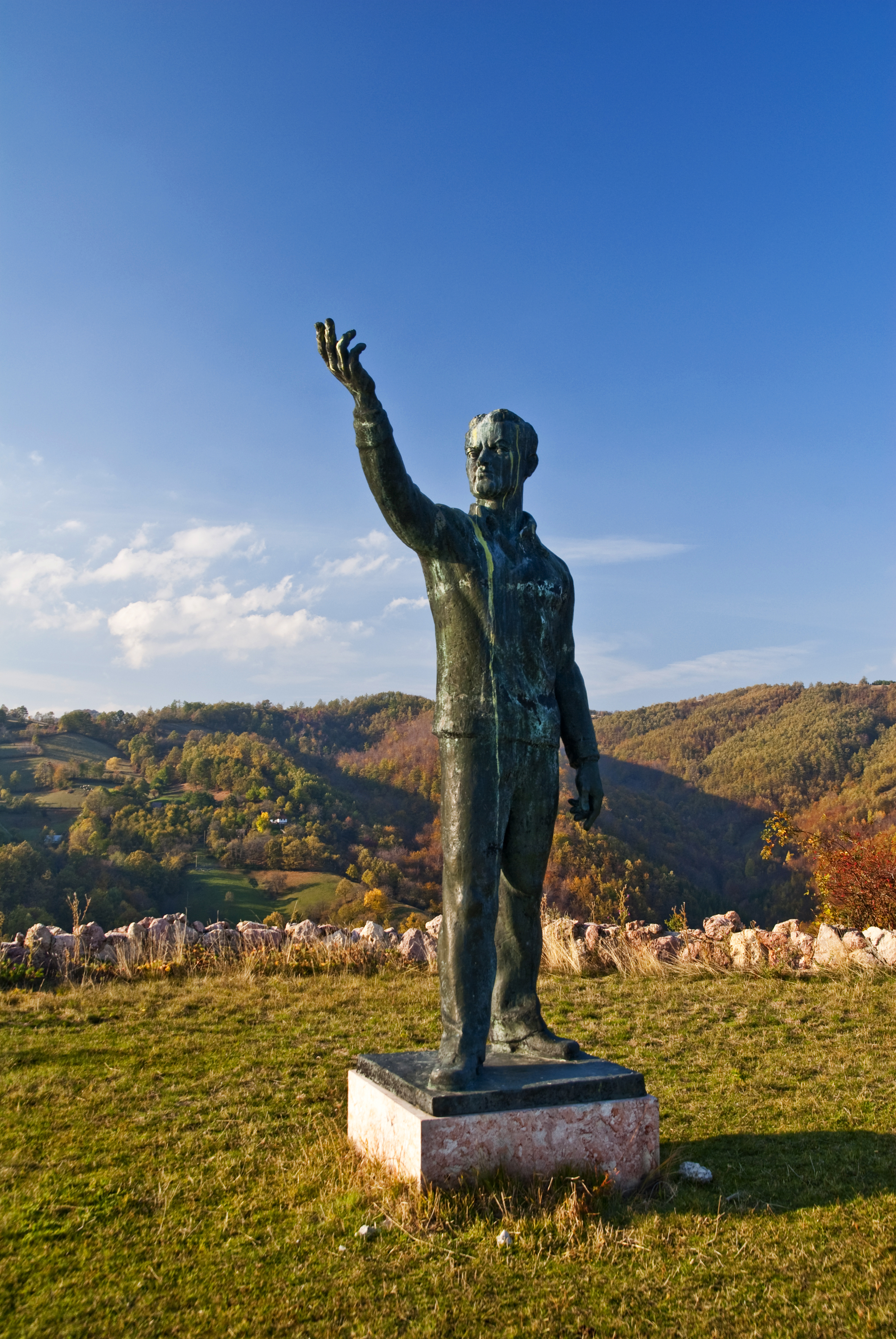
Monumento a Žikica Jovanović Španac en el lugar donde fue abatido, en las proximidades de Radanovci, en Serbia Central.

Žikica Jovanović "Španac", murió durante la guerra de liberación. Fue en el pueblo de Radanovci (Kosjerić) en Serbia Central, el 13 de marzo de 1942, en un enfrentamiento contra los chetniks y un batallón de la Schutzstaffel, tras haber cubierto la retirada de un grupo de partisanos que fueron objeto de una emboscada.

## Legado
Španac fue proclamado Héroe del Pueblo de Yugoslavia el 6 de julio de 1945. Además, numerosos monumentos y lugares públicos, como escuelas y hospitales, fueron nombrados en su honor, así como un barco de la Armada Yugoslava, denominado RČ-305 Žikica Jovanović Španac.
Su nombre fue puesto de nuevo de actualidad al ser el título de una canción de 1990 del grupo de rock yugoslavo Riblja Čorba.